# NGC 1944
NGC 1944 je otvoreni skup u zviježđu Stolu. 

## Vanjske poveznice
- SEDS: NGC 1944